# رو، اسکاتلند

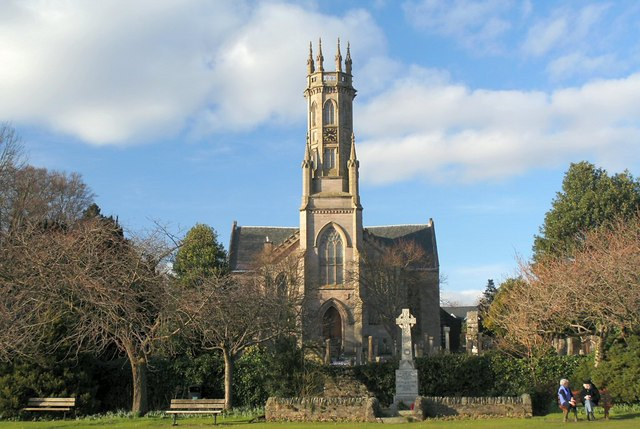
کلیسای رو

رو، اسکاتلند (انگلیسی: Rhu) روستایی تاریخی در آرگایل و بوت، اسکاتلند است. این منطقه در شمال غربی شهر هلنزبرو واقع در خور کلاید، در آرگایل و بوت قرار دارد و و منطقه‌ای تاریخی در شهرستان دانبارتونشایر می‌باشد. مانند بسیاری از شهرک‌ها در منطقه، در قرن نوزدهم، به عنوان محل اقامت برای صاحبان و بازرگانان ثروتمند گلاسکو، بود.